# Maria José Salgado Sarmento de Matos
Maria José Salgado Sarmento de Matos (Lisboa, 13 de outubro de 1943) é uma crítica literária e escritora portuguesa, cuja obra está publicada maioritariamente sob o pseudónimo de Maria Roma. Neta paterna duma filha do 2.º Visconde de Moimenta da Beira, foi casada com Diogo Freitas do Amaral.

## Biografia
Nascida na Rua Eduardo Coelho, no Bairro Alto, em Lisboa. Aos 16 anos foi estudar Germânicas mas desistiu do curso. Em 1974 licenciou-se em Filosofia.
Casou-se com Diogo Freitas do Amaral a 31 de Julho de 1965, na Igreja de Santa Maria, em Sintra. Tiveram quatro filhos: Pedro (1966), Domingos (1967), Filipa (1969) e Joana (1971).

## Obras
- Sorri, Francisca (1990);
- Tandim (1992);
- Primadona (1994);
- A luz do rio (1994);
- De uma vez por todas (2001);
- Nunca é de mais (2003);
- Até um dia (2005);
- Espero-te no sal, Nina (2008);
- D. Afonso Henriques, meu pai : relato da Rainha da Flandres, Teresa de Portugal, sua filha (2011);
- Nada é por acaso (2018).